# O'Connell, New South Wales
O'Connell är en ort i Australien. Den ligger i kommunen Bathurst Regional och delstaten New South Wales, i den sydöstra delen av landet, omkring 140 kilometer väster om delstatshuvudstaden Sydney.
Närmaste större samhälle är Bathurst, omkring 20 kilometer nordväst om O'Connell. 
Trakten runt O'Connell består till största delen av jordbruksmark. Trakten runt O'Connell är nära nog obefolkad, med mindre än två invånare per kvadratkilometer. Genomsnittlig årsnederbörd är 966 millimeter. Den regnigaste månaden är februari, med i genomsnitt 180 mm nederbörd, och den torraste är oktober, med 44 mm nederbörd.